# Затон (Уфа)
Зато́н (баш. Затон) — отдельный спальный жилой район в западной части города Уфы. Расположен вдоль старого русла реки Белой. Входит в состав Ленинского района. Историческим центром района был завод РЭБОР, который существует и по сей день и занимается реконструкцией и ремонтом плавсостава реки. В старом русле реки Белой расположена зимняя стоянка Башкирского речного пароходства. Затон раньше считался районом речников. Здесь расположено единственное в Уфе командное речное училище, а также до некоторого времени находилось вертолётное училище.
Территория Затона стала заселяться ещё 4 тыс. лет назад. К этому времени относится Затонское поселение (эпоха бронзы, срубная культура). Оно располагалось на юго-западной окраине Затона на территории усадеб по улице Союзная, на краю первой надпойменной террасы реки Белой у заболоченной старицы. Вся территория поселения распахана и занята огородами. Находки: значительное количество керамики.
В районе располагаются 3 среднеобразовательные школы (№ 4, Лицей 46, 128), школа-интернат спортивного направления.
В 2016 году введен в эксплуатацию второй мост, соединяющий Затон с Уфой.

## Перспективы развития
Планировалось, что к 2020 году Затон через тоннель под Лесопарком Лесоводов Башкирии и трамплином будет иметь связь с Зауфимьем, который позволит обеспечить выезд на трассы М5 и М7. На конец 2021 года ведётся активное строительство.
Впоследствии планируется связать Затон с другим районом Уфы — Черниковкой.